# Баччи, Антонио
Антонио Баччи (итал. Antonio Bacci; 4 сентября 1885, Джуньола, королевство Италия — 20 января 1971, Ватикан) — итальянский куриальный кардинал. Секретарь бреве князьям и латинских писем с 1931 по 1960. Титулярный архиепископ Колонии Каппадокийский с 5 по 19 апреля 1962. Кардинал-дьякон с 28 марта 1960, с титулярной диаконией Сант-Эудженио с 31 марта 1960. Кардинал-протодьякон с 18 мая 1970 по 20 января 1971.
Участвовал в работе Второго Ватиканского собора.